# Isidino společenství

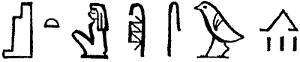
Logo Isidina společenství

Isidino společenství (anglicky Fellowship of Isis, ve zkratce FOI) je kemetistická náboženská organizace, která sdružuje současné následovníky kultu bohyně Isidy (egyptsky Esety). Na rozdíl od většiny ostatních kemetistických sdružení, která usilují o obnovu staroegyptského náboženství v jeho „původní“ podobě, se zaměřuje především na kult bohyně Isis v pojetí, v jakém se rozšířil po transpozici do řecko-římského světa. Kromě egyptských tradic jsou v něm proto silně zastoupeny i tradice antické.
Organizaci založila Olivia Robertson v roce 1976 v Irsku, kde se nachází i její centrum – zámek Clonegal v provincii Leinster v hrabství Carlow. Své členy má však i v mnoha jiných zemích.